# 明星木造訓練轟炸機
明星訓練轟炸機(D3Y-K)是以愛知D3A九九式艦上轟炸機改為全木造訓練轟炸機，本機是由空技廠研製。因為杜拉鋁資源緊缺，加之日本海軍航空技術部缺乏木造飛機經驗，所以特地邀請由松下飛機公司社長松下幸之助設置木造飛機專用工廠。可是結構強度不足，以及試驗機試飛途中出現解體跡象，最後在戰爭結束時只造出7架。

## 開發間史
二次世界大戰中期，日本南方運輸物資路線受到美軍貓鯊級潛艇伏擊導致杜拉鋁資源緊缺，使得日本海軍航空技術部開始於研製新型軍機時，如可能則以木或鋼代替，以更節約杜拉鋁資源。空技廠以鋁版愛知D3A九九式艦上轟炸機改為全木構造。
明星訓練轟炸機技術指導由松下幸之助和小舅子井植歲男，於1944年初接手研製。由於松下和井植對家用電器有高經驗技術，但對木造飛機經驗不足，難以於短時間內完成明星試驗機。九九式艦上轟炸機與明星訓練轟炸機外型略有不同之處（除了引擎三菱MK8D金星54型引擎和螺旋槳之外），主機翼和機尾翼的橢圓錐形改為圓錐形，機身延長約1.3米，駕駛艙的擋風玻璃略有延長，其他結構全木造和簡化。
直到7至8月完成第1和第2號試驗機，可是重量和飛行性能比不上鋁版愛知D3A九九式艦上轟炸機，結構強度不足，在第3號試驗機重新修改，結果有一架試驗機在試飛途中解體，兩名飛行員奇跡地生還。戰爭結束時只造7架。
日本海軍航空技術部得知明星訓練轟炸機重量和飛行性能後，開始在D3Y2-K改為尺寸縮小、木鋼構造、動力為三菱MK8P金星62型引擎。命名為[明星改訓練轟炸機]，方便適應生產明星。但是受到大西瀧治郎中將和城英一郎上校影響，在D3Y2-K改為D5Y，廢除機槍手座位和機頭兩挺7.7毫米口徑機槍及無線電通訊，駕駛艙內的周邊加設防彈裝甲和防彈燃料箱，安裝固定掛彈架（一枚8,00公斤炸彈），專用於神風特攻隊使用，可是未完成。

## 結論
明星訓練轟炸機雖然選用木材構造是最好節約方法，但是日本海軍航空技術部缺乏木造飛機經驗，加之黏結劑和合板構造不佳，生產明星訓練轟炸機時難以適應。直到航空技術部改為木鋼構造，才可以適應生產。直到開發D5Y時，如同中島重工青木邦弘研製Ki-115劍的木鋼構造一樣（其實九州飛行機K11W白菊構造一樣）。

## 基本資料
D3Y-K
- 乘員:2人（駕駛和投彈手兼後部機槍手）
- 機長:11.215米
- 翼展:14.00米
- 機高:4.185米
- 空重:3,200公斤
- 最重:3,700公斤
- 機翼面積:32.8平方米
- 燃料容量:1,090升
- 最快速度:420公里/小時
- 航程:1,302公里
- 昇限:8,070米
- 發動機:三菱MK8D金星54型14汽缸複列星型引擎（1,300匹馬力）
- 武裝:機首固定兩挺7.7mm九七式機槍+後方旋回一挺7.7mm九二式防衛機槍+500公斤炸彈（訓練時用）或800公斤炸彈（神風特攻隊用）